# Tabanus fuzhouensis
Tabanus fuzhouensis är en tvåvingeart som beskrevs av Xu 1995. Tabanus fuzhouensis ingår i släktet Tabanus och familjen bromsar.
Artens utbredningsområde är Fujian (Kina). Inga underarter finns listade i Catalogue of Life.